# バーリ (軽巡洋艦)
| 進水式の本艦          | |
| 艦歴                  | |
| 発注:                 | ドイツ、シーヒャウ社ダンツィヒ造船所 |
| 起工:                 | 1913年2月12日 |
| 進水:                 | 1914年4月12日 |
| 就役:                 | ドイツ海軍：1914年12月14日 イタリア海軍：1920年7月 |
| 退役:                 | |
| 除籍:                 | ドイツ海軍：1919年 イタリア海軍：1943年 |
| その後:               | 1943年6月28日に連合軍の爆撃により大破着底、9月に破壊処分。 |
| 性能諸元              | |
| 排水量:               | 基準：4,390トン、満載：5,252トン |
| 全長:                 | 135.3m |
| 水線長:               | 134.3m |
| 全幅:                 | 13.6m |
| 吃水:                 | 基準：4.9m 常備：5.3m 満載：6.0m |
| 機関:                 | ヤーロー式重油専焼水管缶10基+ シーヒャウ式直結タービン2基2軸推進 |
| 最大出力:             | 就役時：28,000shp 1935年：21,000shp |
| 最大速力:             | 就役時：27.5ノット 1935年：24.5ノット |
| 航続性能:             | 就役時：14ノット/2,600海里 12ノット/4,300海里 1935年：14ノット/4,000海里 |
| 燃料                  | 石炭：620トン 重油：580トン 1935年： |
| 乗員:                 | 413～439名 |
| 兵装:（ドイツ海軍）   | クルップ14.9cm（43口径）単装速射砲8基 8.8cm（45口径）単装高角砲2基 50cm単装魚雷発射管2基 機雷120個                                                                                           |
| 兵装:（イタリア海軍） | クルップ 14.9cm（43口径）単装速射砲8基 アンサルド 7.6cm（40口径）単装高角砲3基 50cm単装魚雷発射管2基 機雷120個                                                                               |
| 兵装:（1935年）       | クルップ 14.9cm（43口径）単装速射砲8基 アンサルド 7.6cm（40口径）単装高角砲3基 ブレダ 2cm（65口径）連装機関砲3基（1940年：同単装機関砲6基追加） ブレダ 13.2mm（76口径）連装機銃2基 機雷120個 |
| 装甲:                 | 舷側：85mm 甲板：20mm(水平部）、40mm（傾斜部) 主砲盾：50mm（最厚部） 司令塔：75mm（最厚部）                                                                                                  |

バーリ（イタリア語: Bari）はイタリア海軍の軽巡洋艦で同型艦はない。艦名はイタリアの都市バーリに因む。元々は第一次世界大戦後にドイツ海軍から賠償として獲得した艦である。

## 概要
本来はロシア帝国向けの小型巡洋艦ムラヴィヨフ＝アムールスキー伯（ロシア語: Графъ Муравьёвъ-Аму́рскій）としてドイツ帝国領であったダンツィヒで1913年に起工されたが、第一次世界大戦勃発によりドイツ海軍に接収された。1914年12月14日には小型巡洋艦ピラウ（ドイツ語: SMS Pillau）として竣工。ドイツの敗戦により1919年に除籍された後、賠償艦として1920年7月20日にフランスのシェルブールでイタリアに引き渡された。

## 艦形
垂直にきり立った艦首から艦首甲板上の波きり板の上に主砲として「15cm（45口径）速射砲」を防盾の付いた単装砲架で並列に2基、前部に司令塔を組み込んだ両脇に船橋をもつ艦橋を基部として簡素な単脚式の前部マストが立つ。マストの頂上部に見張り所が設けられ、中段部に探照灯が上下に1基ずつ計2基配置された。船体中央部に等間隔に3本煙突が立ち、その周囲は艦載艇置き場となっており、2本1組のボート・ダビッドが片舷2組ずつ計4組で運用された。舷側甲板上には等間隔に3番～7番15cm速射砲が単装砲架で片舷2基ずつ配置されていた。3番煙突の背後から上部構造物がもうけられ、そこに単脚式の後檣が立ち、中段に探照灯台が設けられ前後に1基ずつ配置された。構造物の末端部には艦首と同じく15cm速射砲が後ろ向きに並列配置で2基ずつ配置されていた。その下が後部甲板となっている。
イタリア海軍時代の1921年から1923年の間に小改装を受け、艦橋が1番煙突と合体するまでに拡大されて3層構造となった他、排煙効果を高めるべく1番煙突が高くなった。また対空火器は8.8cm高角砲から国産のアンサルド 7.6cm（40口径）高角砲を単装砲架で2基に更新された。1935年にボイラーを重油専焼水管缶に更新したさいに、艦首側のボイラー6基の撤去に伴い1番煙突も撤去されて2本煙突となった。この改装で出力が21,000馬力に落ち、速力も24.5ノットに低下したが航続性能は14ノットで4,000海里と向上した。また、武装面においては近接火器が追加され、「ブレダ 2cm（65口径）機関砲」が連装砲架で、三脚化した後部マストの基部に片舷1基ずつと甲板上に1基の計3基が設置された。また「ブレダ 13.2mm（76口径）機関銃」も連砲架で3基が搭載された。後に1940年にブレダ 2cm単装機関砲6基が追加された。

## 艦歴
1920年に賠償艦「U」として取得した後、再就役のためのタラントで整備を行い、イタリア海軍にて1921年に「バーリ」と改名されて就役した。
戦間期に2度改装され、主缶の一部と1番煙突を撤去し、残りの缶を重油焚きとして背を短くした他、魚雷発射管を撤去した。第二次世界大戦ではコルフ上陸やコルシカ島占領に参加した。1943年6月28日に連合軍の航空爆撃をリヴォルノで受けて大破着低した。戦後解体。

## 参考図書
- 「世界の艦船 1986年1月増刊号 近代巡洋艦史」（海人社）
- 「世界の艦船 2010年1月増刊号 近代巡洋艦史」（海人社）
- 「世界の艦船増刊　イタリア巡洋艦史」（海人社）
- 「世界の艦船増刊　ドイツ巡洋艦史」(海人社)
- 「Conway All The World's Fightingships 1860-1905」（Conway）
- 「Conway All The World's Fightingships 1906-1922」（Conway）

## 参考リンク
- Bari「バーリ」時代の本艦のスペックがあるページ。（イタリア語）